# Killers (zespół muzyczny)
Killers – amerykańska grupa heavymetalowa założona w 1991 przez byłego wokalistę Iron Maiden, Paula Di’Anno.
Zespół wydał dwa albumy studyjne, Murder One i Menace to Society, które Paul Di’Anno udostępnił w 2007 na pewien czas w całości na swojej stronie internetowej. Obecnie nie są one już dostępne bezpłatnie.

## Historia
Grupa Killers została założona w 1991 z inicjatywy perkusisty Steve’a Hopgooda – byłego członka zespołu Paul Di’Anno’s Battlezone. Hopgood skontaktował się z gitarzystą Cliffem Evansem, po czym  obaj zaprosili do współpracy Paula Di’Anno. Ten przybył z Los Angeles (w którym mieszkał) do Nowego Jorku, gdzie wraz z dwoma muzykami powołał do życia nową grupę muzyczną. Po kilku dniach do tria dołączyli basista John Gallagher (z grupy Raven) oraz drugi gitarzysta Ray De Tone.
W tym składzie Killers nagrali album koncertowy South American Assault, który przeznaczony był na rynek południowoamerykański. Zawierał on jedynie covery utworów poprzednich zespołów Di’Anno – Iron Maiden, Battlezone – oraz medley kompozycji „We Will Rock You” Queen i „Smoke on the Water” Deep Purple. Album początkowo planowano nagrać na trasie w Brazylii, Argentynie i Wenezueli. Ostatecznie, jak ujawnił po latach John Gallagher, grupa zarejestrowała swój występ w ruchomym studiu nagraniowym ustawionym w Nowym Jorku, a odgłosy publiczności nałożono później.
W 1994 kanadyjska wytwórnia Magnetic Air Productions wydała ten album na całym świecie, nie dając jednak żadnego honorarium grupie.
Killers, po południowoamerykańskim epizodzie, rozpoczęli zabiegać o kontrakt płytowy z kilkoma wytwórniami muzycznymi, m.in. Virgin Records, EMI, BMG czy Sony Music. Jako że grupa nie posiadała własnego materiału, przedstawiała jedynie utwory Iron Maiden. Ostatecznie zespołem zainteresowała się BMG, która zaoferowała kontrakt na 250000 dolarów. Przedstawiciel wytwórni miał być jednak nieświadomy, że piosenki grane przez Killers nie są ich autorstwa.
W 1992 zespół rozpoczął tworzenie nowego albumu – Murder One. Tymczasowo dokooptowanych Gallaghera i De Tone’a zastąpili Gavin Cooper (basista) i Nick Burr (gitarzysta), oboje wcześniej związani z zespołem Battlezone. Zespół zatrzymał się w motelu, którego właściciel posiadał studio nagraniowe. Kompozycje i teksty napisano w ciągu dwóch tygodni, a nagranie ich zajęło tylko miesiąc. Ostatnie poprawki zostały wykonane w nowojorskim studio The Powerstation.
Po wydaniu Murder One wokalistę, Paula Di’Anno, dopadły kłopoty natury pozamuzycznej. Muzyk, od dawna borykający się z narkomanią i alkoholizmem, rozwiódł się z niedawno poślubioną żoną. Później został oskarżony o stosowanie przemocy wobec swojej nowej partnerki, a także posiadanie narkotyków i przestępstwa z bronią w ręku. Został skazany na karę 4 miesięcy pozbawienia wolności, którą odbywał w więzieniu w Los Angeles. Tam też Di’Anno rozpoczął tworzenie piosenek na nowy album studyjny Killers, które to wysyłał grupie do Wielkiej Brytanii
Po wypuszczeniu na wolność wokalista został deportowany ze Stanów Zjednoczonych. Powrócił zatem do Wielkiej Brytanii, gdzie w 1994 Killers rozpoczęli nagrywanie nowego albumu o nazwie Menace to Society (ang. zagrożenie dla społeczeństwa – tak miał określić Paula Di’Anno sędzia w jego procesie). Wydana nakładem wytwórni Bleeding Hearts Records z Newcastle upon Tyne płyta została nieprzychylnie przyjęta przez krytykę z wyjątkiem niemieckiego magazynu Metal Hammer, który uznał go najlepszym albumem roku.

## Skład zespołu

### Ostatni skład
- Paul Di’Anno – śpiew
- Cliff Evans – gitara
- Graham Bath – gitara
- Brad Weiseman – gitara basowa
- Steve Hopgood – perkusja

### Byli członkowie zespołu
- John Gallagher – gitara basowa (1991–1992)
- Ray De Tone – gitara (1991–1992)
- Nick Burr – gitara (1992)
- Gavin Cooper – gitara basowa (1992–1994)

## Dyskografia

### Albumy studyjne
- Murder One (1992)
- Menace to Society (1994)

### Albumy koncertowe
- South American Assault, jako Paul Di’Anno & Killers (1994)
- Live (1997)
- Live at the Whiskey, jako Paul Di’Anno & Killers (2001)

### Albumy kompilacyjne
- New Live & Rare (1998)
- Screaming Blue Murder (2002)